# Aree della matematica
La matematica, nel corso della sua storia, è diventata una materia estremamente diversificata, di conseguenza si è reso necessario categorizzarne le aree. Nel frattempo sono sorti un certo numero di schemi di classificazione e, anche se condividono alcune somiglianze, in essi sono presenti ingenti differenze dovute in parte ai diversi scopi per cui sono stati creati. Inoltre, dal momento che la matematica si evolve, questi schemi di classificazione devono a loro volta evolversi, anche a causa della scoperta di nuove aree o di collegamenti appena individuati tra quelle preesistenti. La classificazione inoltre è resa più difficile da parte di alcuni settori, spesso i più attivi, che si situano ai confini delle diverse aree.
La matematica è divisa tradizionalmente in matematica pura, studiata per il suo interesse intrinseco, e matematica applicata, la matematica applicabile direttamente a problemi del mondo reale. Questa divisione non è sempre chiara e molti argomenti sono stati sviluppati nello studio della matematica pura per trovare in seguito inaspettate applicazioni. Più recentemente sono emerse divisioni di massima, come la matematica discreta e matematica computazionale.

## Sistemi di classificazione
- La Classificazione delle ricerche matematiche (MSC) è prodotta dallo staff che cura i database delle ricerche del Mathematical Reviews e Zentralblatt MATH. Molte riviste matematiche chiedono agli autori di etichettare i loro documenti con codici MSC. La MSC divide la matematica in più di 60 aree, con ulteriori suddivisioni al loro interno.
- Nella classificazione della Library of Congress(LCC), alla matematica è assegnata la sottoclasse QA all'interno della classe D (Science). La LCC definisce grandi divisioni, e, a singoli settori, vengono assegnati specifici valori numerici.
- La Classificazione decimale Dewey assegna alla matematica la divisione 510, suddividendola in: Algebra, Teoria dei numeri, Aritmetica, Topologia, Analisi matematica, Geometria, Analisi numerica, Probabilità e Matematica applicata.

## Principali divisioni della matematica

### Matematica pura

#### Matematica ricreativa
Dal quadrato magico all'insieme di Mandelbrot, i numeri sono stati nel corso dei secoli una fonte di divertimento e di gioia per milioni di persone. Molti rami importanti della matematica cosiddetta "seria", possiedono le loro radici in quello che una volta era considerato un semplice gioco o indovinello.

#### Storia
La storia della matematica è inestricabilmente intrecciata con la materia stessa. Ciò è perfettamente naturale: la matematica ha una struttura organica interna, e fa derivare nuovi teoremi da quelli precedenti. Ogni nuova generazione di matematici si basa sui risultati dei maestri che l'hanno preceduta, la materia stessa si espande e cresce.

#### Logica matematica e teoria degli insiemi
I matematici hanno sempre lavorato con logica e simboli, ma per secoli sono state adottate le leggi alla base della logica come se fossero scontate, e senza l'uso di simboli. La logica matematica, nota anche come logica simbolica, è stata sviluppata quando si è finalmente capito che gli strumenti della matematica possono essere usati per studiare la struttura della logica stessa e i fondamenti su cui poggia tutta la matematica. Le aree di ricerca in questo campo si sono ampliate rapidamente nel 1900.
- Teoria dei modelli: studia la teoria dei modelli matematici e le sue strutture in un quadro generale. Il suo strumento principale è la logica del primo ordine.

- Teoria degli insiemi: un insieme può essere pensato come una collezione di enti distinti legati da una proprietà comune. La teoria degli insiemi è suddivisa in tre aree principali. La teoria ingenua degli insiemi è la teoria degli insiemi originale sviluppata dai matematici che vissero alla fine del diciannovesimo secolo. La teoria assiomatica degli insiemi è una rigorosa teoria basata su assiomi, nata per correggere alcuni gravi difetti nella teoria ingenua degli insiemi.[1] Essa tratta un insieme come "qualsiasi cosa soddisfi gli assiomi", e la nozione di collezioni di oggetti serve solo come motivazione per gli assiomi. La teoria degli insiemi interna è una estensione assiomatica della teoria degli insiemi che supporta una identificazione logicamente coerente dei concetti di illimitato (enormemente grande) e infinitesimale (incredibilmente piccolo) elementi all'interno dei numeri reali. Vedi anche la categoria teoria degli insiemi.

- Teoria della dimostrazione e matematica costruttiva: la teoria della dimostrazione nasce dall'ambizioso programma di David Hilbert di formalizzare tutte le dimostrazioni della matematica. Il più famoso risultato nel campo è dato dai teoremi di incompletezza di Gödel. Un concetto strettamente correlato e ora molto popolare è l'idea di macchina di Turing. Il costruttivismo è conseguenza della visione, poco ortodossa, della natura della logica stessa secondo Brouwer; costruttivamente parlando, i matematici non possono affermare che "un cerchio è rotondo, o non lo è", fino a quando non hanno in realtà mostrato un cerchio e misurato la sua rotondità.

#### Teoria dei numeri
Le proprietà dei numeri interi vengono studiate tradizionalmente attraverso la teoria di numeri (detta talvolta aritmetica). Solo recentemente sono spontaneamente sorte, nel corso dello studio dei numeri interi, alcune classi più ampie di problemi legate ai numeri interi e sono state introdotte tecniche da altri ambiti per affrontare problemi classici o comunque esprimibili come semplici proprietà dei numeri interi. A seconda delle tecniche utilizzate si possono individuare la teoria dei numeri elementare, dove i numeri interi sono studiati senza l'ausilio di tecniche provenienti da altri campi della matematica, la teoria analitica dei numeri, dove sono utilizzati come strumenti il calcolo infinitesimale e l'analisi complessa, la teoria algebrica dei numeri, che studia i numeri algebrici, le radici dei polinomi a coefficienti interi, campi di numeri e usa tecniche provenienti dall'algebra astratta, la teoria dei numeri combinatoria che affronta problemi combinatorici legati ai numeri interi, la teoria dei numeri computazionale, che studia le implementazioni algoritmiche legate allo studio dei numeri interi, e la geometria aritmetica, che studia punti interi a altre proprietà aritmetiche di curve e altri oggetti geometrici.

#### Algebra
L'algebra si occupa dello studio delle strutture algebriche. Storicamente tale trattazione è nata dal concetto di numero portando all'aritmetica. Le proprietà più profonde di questi numeri sono studiate dalla teoria dei numeri. L'indagine dei metodi per risolvere le equazioni conduce al campo dell'algebra astratta, che, tra le altre cose, studia le strutture di gruppo, di  anello e di campo. I problemi storici riguardo alla costruzione di luoghi geometrici tramite riga e compasso furono risolti dalla teoria di Galois. Il concetto fisicamente importante di vettore è stato generalizzato come elemento di uno spazio vettoriale e viene studiato dall'algebra lineare.
- teoria dei campi e studio dei polinomi: studia la teoria dei campi e le sue proprietà. Un campo è un ente matematico per il quale addizione, sottrazione, moltiplicazione e divisione sono "ben definiti". Un polinomio è un'espressione in cui le costanti e variabili vengono combinate utilizzando solo addizione, sottrazione e moltiplicazione.

- Teoria degli anelli e algebra commutativa: la teoria degli anelli è un ramo dell'algebra astratta che studia gli anelli, un anello commutativo è un anello in cui la moltiplicazione è un'operazione commutativa. Questo significa che se {\displaystyle a} e {\displaystyle b} sono elementi dell'anello, allora {\displaystyle a\cdot b=b\cdot a.} L'algebra commutativa è il campo di studio degli anelli commutativi e dei loro ideali, moduli e algebre. È fondamentale, sia per la geometria algebrica che per la teoria algebrica dei numeri. Tra gli esempi più importanti di anelli commutativi ci sono gli anelli di polinomi.

- Teoria degli ordini: qualsiasi insieme di numeri reali può essere scritto in ordine crescente. La teoria degli ordini estende questa idea agli insiemi in generale. Esso comprende nozioni come reticolo e struttura algebrica ordinata.

#### Matematica combinatoria
La matematica combinatoria è lo studio delle collezioni limitate o discrete di oggetti che soddisfano alcuni criteri specifici. In particolare, si occupa di "contare" gli oggetti in quelle raccolte, attraverso la matematica combinatoria enumerativa, e, con il decidere se esistono determinati oggetti "ottimali", attraverso la matematica combinatoria estremale. Tale sottodivisione comprende la teoria dei grafi, usata per descrivere oggetti interconnessi.

#### Geometria
La geometria si occupa di relazioni spaziali, utilizzando le "qualità fondamentali" o assiomi. Tali assiomi possono essere utilizzati in combinazione con le definizioni matematiche di punti, rette, curve, superfici e solidi per trarre conclusioni logiche.
- Geometria discreta: comprende lo studio di oggetti come politopi e poliedri.

- Geometria combinatoria: è lo studio degli oggetti geometrici e delle loro proprietà discrete o combinatorie, sia per loro natura che per la loro rappresentazione. Essa comprende lo studio di forme, come i solidi platonici e le tassellazioni.

- Geometria differenziale: include lo studio della geometria mediante l'analisi matematica, ed è strettamente correlato alla topologia differenziale. Copre settori come la geometria riemanniana, lo studio della curvatura e la geometria differenziale delle curve.

- Geometria algebrica: dato un polinomio di due variabili, i punti su un piano sul quale tale funzione è uguale a zero formeranno una curva. Una curva algebrica estende questa nozione di polinomi su un campo in un dato numero di variabili. La geometria algebrica può essere vista come lo studio di queste curve.

#### Topologia
La topologia tratta delle proprietà di una figura che non cambiano quando la figura viene deformata mediante trasformazioni continue. Le aree principali sono la topologia generale, la topologia algebrica e la topologia differenziale.
- Topologia generale: studia le proprietà degli spazi topologici. Comprende nozioni come insieme aperto e insieme chiuso, spazio compatto, funzione continua, convergenza di successioni, assioma di separazione, spazio metrico.

- Topologia algebrica: le proprietà di oggetti algebrici associati a uno spazio topologico e di come questi oggetti algebrici catturano proprietà di tali spazi. Contiene aree come teoria omologica, teoria coomologica, teoria omotopica e algebra omologica, alcuni esempi di funtore. Inoltre studia i gruppi di omotopia (compreso il gruppo fondamentale), i complessi simpliciali e complessi cellulari.

#### Analisi matematica
All'interno del mondo della matematica, l'analisi matematica è il ramo che si concentra sulle variazioni: per esempio, la variazione del valore di una funzione al variare del suo argomento (derivata), o l'operazione inversa (integrale).
L'analisi moderna è un vasto ramo della matematica in rapida espansione che tocca quasi ogni altra suddivisione della disciplina, trovando applicazione in aree quai la teoria dei numeri, la crittografia e l'algebra astratta. È anche il linguaggio della scienza stessa e viene usato in tutte le scienze: chimica, biologia e fisica, astrofisica e cristallografia a raggi X.
- Studio dei sistemi dinamici: lo studio delle soluzioni delle equazioni del moto dei sistemi in natura che sono in primo luogo meccanici, anche se questo varia dalle orbite planetarie al comportamento dei circuiti elettronici, alle soluzioni di equazioni differenziali alle derivate parziali che sorgono in biologia. Gran parte della moderna ricerca è focalizzata sullo studio del sistemi caotici.

### Matematica applicata

#### Teoria della probabilità
La teoria della probabilità studia la probabilità che si verifichi un evento. In questo ambito gli eventi sono astrazioni matematiche  rappresentate da sottoinsiemi misurabili in opportuni spazi di probabilità. In tale contesto è possibile definire della variabili non deterministiche, dette variabili aleatore (o variabili casuali) che assumono determinati valori "con una certa probabilità". Una successione (anche continua) di variabili aleatorie è detta processo stocastico. Lo studio dei processo stocastici è un sottocampo della teoria della probabilità che trova applicazioni, ad esempio, nello studio delle serie storiche.

#### Matematica computazionale
L'ausilio dei computer ha portato con sé la possibilità di fare calcoli che a mano erano prima impensabili e anche il problema di trovare i modi "migliori" per effettuare i calcoli. Infatti a seconda del modo (algoritmo) usato per fare un determinato calcolo, con una certa capacità computazionale (cioè dato un certo computer), esso potrebbe essere fattibile in tempo utile (minuti, ore o giorni) oppure no (anni, secoli, millenni) rendendolo probabilmente inutile nella pratica.
- Analisi numerica: molti problemi matematici non possono essere risolti in maniera esatta o anche se possono essere risolti in maniera esatta, spesso è più rapido risolverli in maniera approssimata. L'analisi numerica è lo studio dei metodi iterativi e degli algoritmi per risolvere approssimativamente i problemi. Tra le principali aree di questa disciplina si trova: la differenziazione numerica, l'integrazione numerica e in generale l'ampia categoria dei metodi numerici.

- Algebra computazionale: detta anche calcolo simbolico o calcolo algebrico, si occupa di calcolo esatto, per esempio con numeri interi di grandezza arbitraria, polinomi o elementi di campi finiti. Esso comprende anche il calcolo con oggetti matematici non numerici come polinomi ideali.

#### Ricerca operativa e ottimizzazione
La ricerca operativa, ricerca soluzioni ottimali o quasi ottimali a problemi complessi. Per far ciò, è fondamentale il concetto di modello matematico, e di importanti strumenti matematici come le analisi statistiche e l'ottimizzazione (o programmazione matematica), che consiste nella ricerca di un minimo (o massimo) di una funzione a valori reali su un dominio eventualmente soggetto a vincoli.

#### Meccanica
Si occupa di analizzare cosa succede quando un oggetto fisico è sottoposto all'azione di forze. Si suddivide nello studio dei solidi rigidi, dei solidi deformabili e dei fluidi. A queste branche si aggiungono la meccanica statistica, la meccanica relativistica e la meccanica quantistica.
- Meccanica newtoniana: in matematica, una particella è un oggetto puntiforme, perfettamente rigido. Esso comprende la meccanica celeste, ossia lo studio del moto dei corpi celesti.

- Meccanica dei solidi deformabili: la maggior parte degli oggetti del mondo reale non sono puntiformi, né perfettamente rigidi. Ancora più importante, gli oggetti cambiano forma quando sottoposti a forze. Questo tema è una sottobrance della meccanica del continuo, che si occupa di materia continua. Tratta di nozioni come lo stress e l'elasticità.

- Meccanica dei fluidi: fluido in questo senso comprende non solo i liquidi, ma anche i corpi che scorrono allo stato di gas o anche allo stato solido (ad esempio, la sabbia asciutta può comportarsi come un fluido). Esso comprende nozioni come viscosità, flusso turbolento e flusso laminare (il suo opposto). Si veda anche fluidodinamica.